# Adenosina desaminasa
La adenosina desaminasa es una enzima que interviene en el metabolismo de las purinas.
Promueve la desaminación de la adenosina, dando como resultado  inosina  la que puede continuar su proceso metabólico transformándose en hipoxantina.
Interviene en el desarrollo y mantenimiento del sistema inmune, en la diferenciación de células epiteliales y en la gestación.
Asimismo participa en los sistemas de señalización celulares que involucran  los receptores acoplados a las proteínas G.

## Isoformas
Existen tres isoenzimas:

ADA1 («isoenzima pequeña») es ubicua con funciones intracelulares
ADA1+CP («isoenzima grande»). compuesta de dos moléculas de ADA unidas por un puente proteico
ADA2 («isoenzima intermedia») fundamentalmente en el plasma. Se eleva en enfermedades relacionadas con el sistema inmune ( artritis reumatoide, la psoriasis, y la sarcoidosis) como así también en diversos tipos de cáncer y en los derrames pleurales de origen tuberculoso.
La mayor parte de la actividad ADA se encuentra en los linfocitos y los monocitos, siendo en ellos unas diez veces superior a la de los otros tejidos.

## Déficit
El interés en el estudio de la ADA surgió al observarse la asociación entre el descenso de sus valores normales y algunas formas de inmunodeficiencia (Inmunodeficiencia congénita combinada severa) Asimismo sus valores descienden en algunos tipos de cáncer (Leucemia linfoide crónica B)

## Elevación
Se eleva en ciertos líquidos biológicos en el curso de enfermedades que presentan fundamentalmente una respuesta inmune de tipo celular, como la tuberculosis, hepatopatías, enfermedades autoinmunes, infecciosas (fiebre tifoidea, sida, Brucelosis, Toxoplasmosis)
Valores normales de ADA
-Suero:........................................................17,05 + 3,75 Unidades/L
-Líquido pleural............................................... < 40 Unidades/L
-Líquido ascítico.............................................. < 40 Unidades/L
-Líquido cefalorraquídeo...................................0 ́00 - 1 ́62 Unidades/L